# Bruno Delaye
Bruno Delaye (* 8. Mai 1952 in Casablanca) ist ein französischer Diplomat im Rang eines Botschafters.

## Leben
Sein Vater war Raoul Delaye. Er ist mit Annie Delaye-Daubas verheiratet; ihr Sohn ist Renaud Delaye. Bruno Delaye wurde auf der ENA ausgebildet und hat ein Diplom des Institut d’études politiques de Paris sowie einen Abschluss in Wirtschaftswissenschaften.
Nach seiner Ausbildung trat er in den diplomatischen Dienst ein und war in der Presseabteilung des Außenministeriums eingesetzt. Er leitete die Abteilung Internationale Zusammenarbeit und Entwicklung in der Pariser Zentrale. Er war Geschäftsträger in Kairo. 1990 war er Botschafter Frankreichs in Togo. Er zeigte Mut gegenüber dem Regime von Gnassingbé Eyadéma, fand aber keine Unterstützung bei Präsident François Mitterrand. Anschließend war er Botschafter in Mexiko. Im September 2003 wurde er als Botschafter Frankreichs nach Griechenland entsandt, wo er bis 2007 diente. Danach wurde er Botschafter in Spanien.
Er ist dekoriert als Ritter der Ehrenlegion, mit dem Ordre national du Mérite und dem griechischen Phönix-Orden.